# Kurhausstraße 27 (Bad Kissingen)

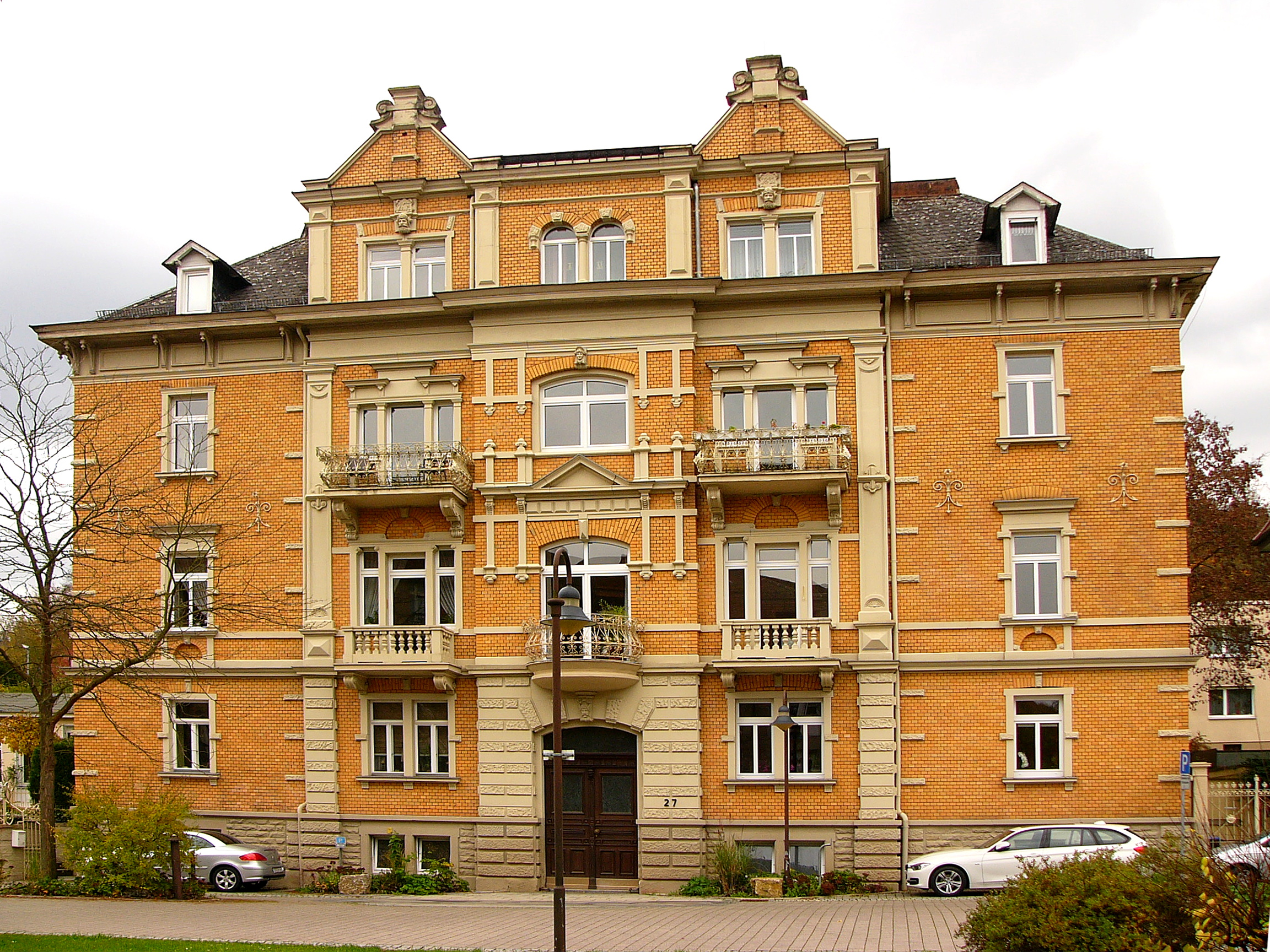
Kurhausstraße 27 in Bad Kissingen

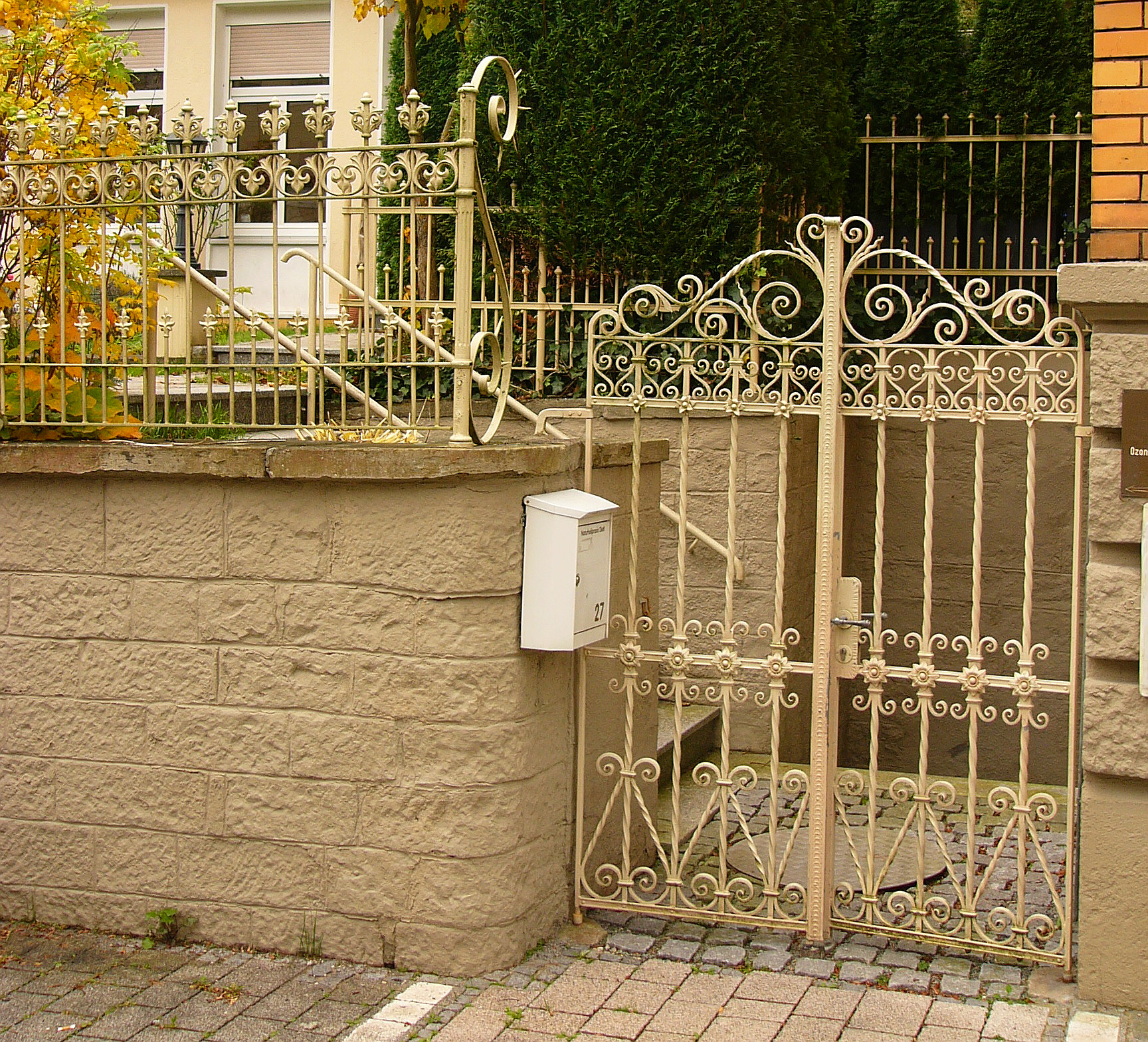
Kurhausstraße 27 (Einfriedung)

Das Gebäude Kurhausstraße 27 in der Kurhausstraße in Bad Kissingen, der Großen Kreisstadt des unterfränkischen Landkreises Bad Kissingen, gehört zu den Bad Kissinger Baudenkmälern und ist unter der Nummer D-6-72-114-398 in der Bayerischen Denkmalliste registriert.

## Geschichte
Das dreigeschossige Gebäude wurde im Jahr 1891 im Stil der Neorenaissance vom Würzburger Architekten Karl Weinschenk erbaut und beherbergte einst ein Kurheim. Es besteht aus Klinkern mit reicher Sandsteingliederung. Die für Bad Kissingen untypische Üppigkeit des Dekors findet sich neben dem Anwesen Kurhausstraße 27 in den Anwesen Haus Messerschmitt (Am Kurgarten 2) und Marktplatz 18 wieder, die ebenfalls von Karl Weinschenk erbaut wurden.
Zum Anwesen gehört ein ebenfalls 1891 entstandener Gusseisenzaun als Einfriedung.